# Sphyrotheca minnesotensis
Sphyrotheca minnesotensis är en urinsektsart som först beskrevs av Louise Guthrie 1903.  Sphyrotheca minnesotensis ingår i släktet Sphyrotheca och familjen Sminthuridae. Inga underarter finns listade i Catalogue of Life.